# Mariusz Prudel
Mariusz Prudel (21 de janeiro de 1986) é um jogador de vôlei de praia polaco.

## Carreira
Mariusz Prudel representou, ao lado de Grzegorz Fijałek, seu país nos Jogos Olímpicos de Verão. Nos Jogos Olímpicos de Verão de 2016, caindo na repescagem na 18º posição.